# Hrvatski vaterpolist godine
Hrvatski vaterpolist godine nagrada je Večernjeg lista za najboljeg hrvatskog vaterpolista tijekom jedne športske sezone ustanovljena 1988. godine.

## Popis dobitnika

### 1980.-te
- 1988. - Igor Milanović (Partizan Beograd)
- 1989. - Igor Milanović  (Partizan Beograd)

### 1990.-te
- 1990. - Igor Milanović  (Mladost Zagreb)
- 1991. - Perica Bukić  (Jadran Split/Mladost Zagreb)
- 1992. - Perica Bukić  (Mladost Zagreb)
- 1993. - Dubravko Šimenc (Pescara)
- 1994. - Vjekoslav Kobešćak/Renato Vrbičić  (Mlad/Solar)
- 1995. - Siniša Školneković (Mladost)
- 1996. - Siniša Školneković (Mladost)
- 1997. - Siniša Školneković (Jadran)
- 1998. - Perica Bukić  (Mladost Zagreb)
- 1999. - Mile Smodlaka/Dubravko Šimenc (Jug/Mladost Zagreb)

### 2000.-te
- 2000. - Mile Smodlaka (Jug)
- 2001. - Mile Smodalaka (Jug)[2]
- 2002. - Ratko Štritof (Mladost Zagreb)
- 2003. - Igor Hinić (Brescia)
- 2004. - Mile Smodlaka (Jug)
- 2005. - Josip Pavić (Mladost)
- 2006. - Mile Smodlaka (Jug)
- 2007. - Miho Bošković (Jug)
- 2008. - Frano Vićan (Jug)
- 2009. - Igor Hinić (Mladost Zagreb)[3]

### 2010.-te
- 2010. - Damir Burić (Pro Recco)
- 2011. - Josip Pavić (Mladost)[4]
- 2012. - Josip Pavić (Mladost)[5]
- 2013. - Nikša Dobud (Jug)
- 2014. - Sandro Sukno (Primorje)
- 2015. - Sandro Sukno (Primorje) / (Pro Recco)
- 2016. - Marko Bijač (Jug)
- 2017. - Sandro Sukno (Pro Recco)
- 2018. - Andro Bušlje/Luka Lončar  (Olympiakos/Jug)
- 2019. - Maro Joković (Olympiakos)

### 2020.-te
- 2020. - Josip Vrlić (Mladost)
- 2021. - Maro Joković (Brescia) / (Jug AO)
- 2022. - Marko Bijač (Jug)
- 2023. - Rino Burić (Jadran) / (Jug)

## Višestruki dobitnici
Višestruki dobitnici nagrade:
Jedini koji je nagradu dobio pet puta, od čega tri godine zaredom (1999. – 2001., pa kasnije 2004. i 2006.) jest Mile Smodlaka.
Nekoliko vaterpolista dobilo je nagradu tri puta:
- Igor Milanović (1988. – 1990.)
- Perica Bukić (1991., 1992., 1998.)
- Siniša Školneković (1995. – 1997.)
- Josip Pavić (2005., 2011., 2012.)
- Sandro Sukno (2014., 2015., 2017.)

Najveću vremensku razliku između osvajanja dvaju naslova imali su Perica Bukić (1992., pa 1998.) i Josip Pavić (2005., pa 2011.), po šest godina.